# 贝雷兹内胡瓦泰

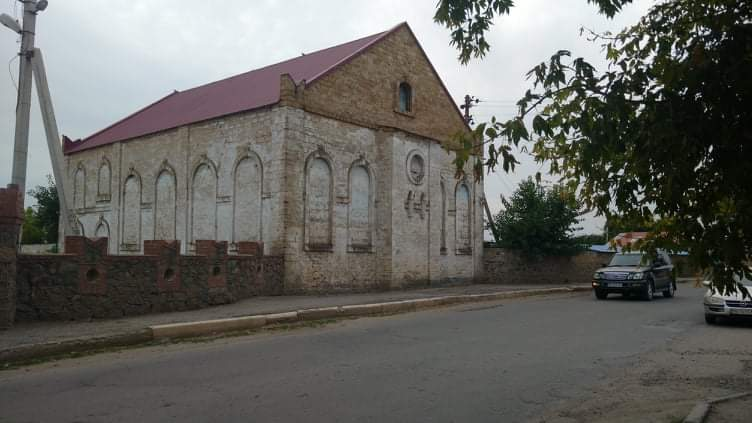
犹太会堂

贝雷兹内胡瓦泰（羅馬化：Bereznehuvate），又按俄语名译为别列兹涅戈瓦托耶，是烏克蘭南部尼古拉耶夫州巴什坦卡區贝雷兹内胡瓦泰市镇内的鎮及其行政中心。始建於1787年，面積6.48平方公里，2011年人口7,722，人口密度每平方公里1,191.7人。

## 備注
1. ↑  俄语：，羅馬化：Bereznegovatoye